# La Prairie (Illinois)
La Prairie è un comune degli Stati Uniti d'America, situato nello Stato dell'Illinois, nella contea di Adams.